# Hermione (arkeologisk plats)
Hermione var en av stadsstaterna i södra Argolis. Det som finns kvar av den antika stadsstaten ligger idag till största del under den moderna staden Hermione, på en långsmal halvö.

## Arkeologiska utgrävningar
År 2015 startade ett samarbete mellan Argolis länsantikvariska myndighet (eforia) och Svenska institutet i Athen. Det resulterade i ett treårigt forskningsprojekt med syfte är att kartlägga samhällslivet i en grekisk stadsstat från arkaisk till och med romersk tid. Det pågående forskningsprojektet, Hermione: A model city, studerar aspekter som bebyggelse, familjeliv, samhällsstrukturer och religiösa praxis, inklusive begravningsseder. Man har använt ett antal digitala metoder för att undersöka den antika stadens omfattning och upplägg utan att behöva genomföra stora utgrävningar.

## Historia
Hermione nämns av Homeros, som en av städerna under ledning av Diomedes. Det finns inga förhistoriska kvarlämningar under den moderna staden, men på en kulle omkring en kilometer österut finns det fynd från mykensk period. Man har hittat proto-geometriska gravar. Litterära källor beskriver att man, från Hermione, sände skepp till Salamis samt män till Plataia under perserkrigen i senarkaisk tid. Under denna tid vet man att staden låg på längst ut på Hermione-halvön vid Bitsi. Staden flyttades av okänd anledning under mellanhellenistisk eller romersk tid omkring 800 meter västerut till Prons östra sluttning. Resenären Pausanias beskrev staden då han besökte den under 100-talet e.Kr. Arkeologiskt material från romartiden visar på att staden var blomstrande under kejsartid. Under kristen tid blev Hermione ett biskopssäte med en stor basilika och fortsatte vara bebodd fram till 500-talet e.Kr.